# 若泽·范达姆
约瑟夫·范達默（Joseph Van Damme；1940年8月25日—），常稱若澤·范達姆 (José van Dam)，比利時著名男中音歌劇唱家，當今最著名也是最為炙手可熱的男中音。